# Dan mladosti
Dan mladosti je bila priredba i sastavni dio kulta ličnosti u čast Josipa Broza Tita u SFR Jugoslaviji.
"Štafeta mladosti" je palica koja je išla kroz cijelu SFRJ, te svakog 25. svibnja dodjeljivana predsjedniku Josipu Brozu Titu. Taj je datum proglašen njegovim rođendanom (nakon što Tito "preživljava" Desant na Drvar), premda je Tito rođen 7. svibnja.

## Povijest
Štafeta mladosti uvedena je 1945. godine, a na Titovu inicijativu, 1957. događaj je proglašen "Danom mladosti". Do Titove smrti 1980., štafeta mu se osobno dodjeljivala na stadionu JNA u Beogradu. Poslije njegove smrti, štafeta se predavala predsjedniku Socijalističkog saveza omladine Jugoslavije.
Godine 1987., u Sloveniji je izbio skandal kada je objavljen plakat za "Dan mladosti", koji je podsjećao na plakate njemačke nacionalsocijalističke stranke kada je ona bila na vlasti. Ipak, skandal je utišan i priredba je održana.
Sljedeće godine, 1988., posljednji je put na beogradskom stadionu održana priredba za "Dan mladosti". U tijeku te godine, SSOJ je ukinuo ovu nekada popularnu manifestaciju. Veliki broj štafeta danas se čuva u Kući cvijeća, Titovom mauzoleju u Beogradu.
Dan mladosti se ponegdje i danas obilježava. Manifestacija je obično podijeljena na kraći dio u kojem sudjeluju stariji te dulji dio za mlade koji uključuje zabavu primjerenu mlađoj generaciju (koncerti, sport, izleti).

## Skupovi Titovih obožavatelja u suverenoj Hrvatskoj
Redovito se nekoliko tisuća Titovih obožavatelja skuplja u Kumrovcu kako bi obilježili godišnjicu njegova rođenja. Ondje se mogu i kupiti brojni suveniri poput majica, slika i knjiga.

## Nazivi proslave
- "Štafeta mladosti" (1945. – 1957.)
- "Dan mladosti" (1957. – 1980.)
- "I poslije Tita - Tito" (1980. – 1988.)

## Poveznice
- Praznici u SFRJ
- Tito
- Jugoslavija
- Indoktrinacija